# Saske Učiha
Saske Učiha (транслит.), u nekim srpskim izdanjima naveden i kao Sasuke Ućiha, je izmišljeni lik iz mange i animea Naruto. Saske je član jednog od najtalentovanijih klanova u Konohi, Učiha klana, koji je poznat po tome što jedini poseduje Šaringan i sposobnost izvođenja vatrenih tehnika. Oni su predstavljali policiju u Konohi, ali posle velike tragedije koja je zadesila klan, Učihe su spale na svega dva člana, Saskea i njegovog brata Itačija.

## Detinjstvo
Saske je većinu svog ranog detinjstva proveo pokušavajući da sustigne svog starijeg brata Itačija, koji je bio ponos Učiha klana. Njega je Saske obožavao i veoma mu se divio. Njihovi roditelji, pogotovo otac, su uvek više pažnje posvećivali Itačiju. Saske je, u želji da osvoji ljubav i pažnju svog oca trenirao puno i teško, ali nikad nije uspeo da prevaziđe svog talentovanog brata. Vremenom, Itači je počeo da se distancira od klana i da gubi poverenje svoje porodice koja je napokon počela da gleda na Saskea kao na novu budućnost Učiha klana.
Ubrzo nakon što je porodica počela da ga prihvata desila se velika tragedija. Vraćajući se kući iz škole, Saske je zatekao ulice pune krvi i leševa ljudi iz Učiha klana. Saske je tada pronašao Itačija kako stoji iznad leševa njihovih roditelja. Itači mu govori da ga nikada nije voleo, tvrdeći da Saske nije čak ni vredan ubijanja, Itači mu je savetuje da postane jači i da živi život pun mržnje i besa prema njemu, i da mu jedini cilj u životu bude da osveti svoj klan. Itači napušta selo, a Saske pristaje da radi kako mu je rečeno i posvećuje život osveti. 

## Opšti pregled priče
Na početku prvog dela Naruta, Saske je diplomirao na Nindža Akademiji sa najboljim ocenama i bio je smešten u Tim 7 zajedno sa Sakurom Haruno, koja je bila zaljubljena u njega, i Narutom Uzumakijem, kome nije bio ni najmanje simpatičan, a kome će kasnije postati naveći rival i najbolji prijatelj; i njihovim sensejom Kakašijem Hatakeom. Oni su tokom početka mange/animea išli zajedno na puno misija i treninga. Nakon što upozna Oročimarua, koji ga ujeda i daje mu Znak kletve, Saske počinje da se udaljava od Naruta i Sakure. Kada se Itači na kratko pojavi u Konohi, Saske pokušava da ga ubije, ali neuspešno. Saske postaje nezadovljan onim što je naučio kao član Tima 7 i, verujući da će Oročimaru biti u stanju da mu da snagu koja mu je potrebna da ubije Itačija, Saske odlazi kod njega kidajući sve svoje veze sa Konohom. Thinking Orochimaru's training will make him more powerful, Sasuke becomes an outlaw. Dok je odlazio Sakura je pokušala da ga zaustavi priznajući mu svoja osećanja, govoreći mu da ga voli i da joj je stalo do njega i kako osveta neće nikog usrećiti. Saske je rekao da razume to, ali da se njegovo srce već odlučilo za osvetu. Naruto ga je kasnije pratio i pokušao da ga zaustavi. Tada su se njih dvojica borili. Iako isprva pokušava da ubije Naruta, Saske na kraju ne može da natera sebe da to uradi, i umesto toga nastavlja put do Oročimaruovog skloništa, spreman da ojača po svaku cenu.
Posle dve i po godine Saske se, ubeđen da je naučio sve što može od svog novog učitelja, okreće protiv oslabljenog Oročimarua pre nego što on dobije šansu da ukrade njegovo telo. Oročimaru pokušava da izvede svoju tehniku Zamene tela, ali je Saske peokreće, apsorbuje Oročimarua i počinje da realizuje svoje planove u vezi s Itačijem. Saske stvara „Hebi”, tim talentovanih nindža koji mogu da mu pomognu da pronađe Itačija. Kada napokon uspeju da ga ulove, Saske napušta svoj tim i ide da ubije svog brata. Kada Itači umre posle duge borbe, Obito Učiha odvodi Saskea. On mu govori da je Itači ubio Učiha klan pod naredbom uprave Konohe, poštedeo Saskea iz ljubavi, i sada mu konačno dozvolio da ga ubije. Rastužen otkrićem da je njegov brat uradio sve zbog njega, Saske ponovo ujedinjuje članove tima Hebi, promenivši njihov naziv u Taka, sa ciljem da se osveti i uništi Konohu. U međuvremenu Sasuke pristaje da Taka radi s Akacukijem i uhvati domaćina osmorepe zveri, Kiler Bija, koji kasnije uspeva da pobegne od njih. Taka onda kreće da ubije Danza Šimuru, jednog od ljudi koji su iza pokolja Učiha klana, i koji je privremeni šesti Hokage, za vreme sastanka Kagea. On tada počinje da se bori s nekoliko Kagea istovremeno, ali ga Madara spašava i odvodi kod Danza. Saskeu je ostalo taman dovoljno čakre da ubije Danza. On uspeva u tome, ali posle toga ga nalaze članovi Tima 7 koji pokušavaju, neuspešno, da ga urazume i da ga nagovore da odustane od uništavanja Konohe. Posle kratkog dela sa njima, on i Naruto se oboje slažu da će imati jednu finalnu borbu na život i smrt kada se sledeći put sretnu. Saske se posle ovoga povlači sa Madarom i traži od njega da mu transplatuje Itačijeve oči i trenira ga.

## Ličnost
Kada je prvi put predstavljen za vreme priključenja Timu 7, Saske je bio veoma skeptičan prema drugim članovima svog tima. Osećajući da su mu sposobnosti daleko ispred njihovih, on ne želi da sarađuje sa Narutom Uzumakijem ili Sakurom Haruno, jer mu to nikako neće pomoći da ubije Itačija. Ove pretpostavke su se uskoro pokazale pogrešnim. Iako nije veoma talentovan nindža, Sakura je vrlo koristan izvor informacija, dok je takmičenje s Narutom efektivan način da postane jači. Iako zadržava svoj arogantni stav kroz serijal, Saske kasnije počinje da se oslanja i da sarađuje sa svojim timom. Kako počinje da se zbližava sa ostalima on takođe počinje da rizikuje svoj život da bi ih spasio, iako bi mu njegova smrt onemogućila osvetu nad Itačijem.
Iako Saske postaje zadovoljan životom u Konohi, želja za osvetom mu je uvek na umu. U prvom delu serije, u borbama sa likovima kao što su Haku i Gara, Saske arogantno testira svoje sposobnosti protiv tih jačih nindža otkrivajući svoje slabe tačke koje mora da prebrodi. Iako večito nezadovoljan svojim napretkom, Naruto ubrzo počinje da postaje sve jači i jači u kratkom vremenskom periodu. Ovo, zajedno sa ponižavajućim i sramnim porazom od Itačija kada se ovaj nakratko vratio u Konohu, tera Saskea da sumnja u svoj napredak. U pokušaju da odmeri i poveća svoju snagu on počinje da tretira svoje prijatelje kao protivnike da bi testirao svoje sposobnosti protiv njihovih.
Nezadovoljan svojim napretkom u Konohi, on izdaje Konohu da bi prihvatio Oročimaruovu ponudu da ode kod njega na kraju prvog dela serije. Sakura pokušava da ga spreči, ali joj on govori da je dosadna i nasmeši joj se. Kada mu ona priznaje svoja osećanja on ostaje hladan, ali za kraj, pre nego što je onesvesti i ode, kaže joj jedno malo „Hvala ti“. Naruto takođe pokušava da ga zaustavi, ali Saske, verujući da će mu smrt Naruta, njegovog najbližeg prijatelja, dati moć koju je želeo (to mu je rekao Itači) pokušava da ga ubije. Međutim, ne može da natera sebe da ubije Naruta, i umesto toga, odlazi pravo kod Oročimarua. Za dve i po godine koje provodi s Oročimaruom, Saskeov cilj da ubije Itačija postaje važniji od bilo čega drugog. On čak tvrdi da je spreman da da svoje telo i dušu Oročimaruu, ako to znači ubijanje Itačija, ali se kasnije okreće protiv Oročimarua kada konstatuje da ne može više ništa vredno da nauči od njega. Kada dostigne svoj cilj ubijanja Itačija on saznaje kako je njegovom bratu bilo naređeno od strane više uprave Konohe da ubije svoj klan. Saske tada prestaje da mrzi Itačija i rešava da ubije sve koji su učestvovali u tome zbog svoje slepe osvete. On je toliko rešen u tome da je voljan da ubije svakog ko mu stane na put.

## Sposobnosti
Saske je oduvek bio sposoban da nauči većinu nindža tehnika vrlo lako. Na početku serijala Saske veoma dobro izvodi vatrenu tehniku Učiha klana, i veoma je vešt sa oružjem. Od sposobnosti koje je nasledio kroz svoju Učiha krv on najčešce koristi Šaringan, sposobnost koja se manifestuje kroz oči i dozvoljava korisniku da vidi malo u budućnost. Saskeov Šaringan se razvija za vreme prvog dela serije. Na početku je samo mogao da lovi objekte koji su se brzo pomerali, onda da kopira tehnike, i na kraju da predvidi pokrete drugih. U drugom delu serije (Naruto: Šipuden) on počinje da koristi Šaringan da stvori iluzije da bi manipulisao i zbunjivao druge. Saskeov Šaringan odlazi u krajnost posle Itačijeve smrti, kroz smrt osobe najbliže njemu, Saske je probudio svoj sopstveni Mangekjo Šaringan, dobijajući većinu Itačijevih tehnika.
Oročimaruov uticaj je takođe važan element Saskeovih sposobnosti. Za vreme njihovog prvog susreta u prvom delu serije, Saske dobija ukleti pečat, koji mu daje veliku jačinu i brzinu kad je aktiviran. Sa svakom upotrebom pečata Saske crpi sve više moći iz njega sve dok ne uđe u drugi nivo koji drastično menja njegov izgled. Itači uklanja Oročimarua iz Saskeovog tela za vreme njihove zadnje borbe. Kada Saske počne da trenira kod Oročimarua, njegove fizičke sposobnosti se znatno povećavaju, i on uči kako da prizove prvo zmije, a onda i ptice da mu pomognu u borbi. Uz sve tehnike kojima je bio naučen, Saske dobija pristup nekim uobičajenijim Oročimaruovim sposobnostima dok je ovaj bio apsorbovan u njegovom telu. 
Pre Saskeovog odlaska, njegov učitelj, Kakaši Hatake, uči ga kako da koristi Sečivo munje (Chidori). Dok je Saske sposoban da koristi Sečivo munje samo dva puta na dan u prvom delu serije, njegovo korišćenje napada u drugom delu je nepoznato. Umesto toga, Saske stvara razne varijacije ove tehnike, i koristeći osnove Čidorija kreira veliki broj novih sposobnosti. Takođe, Sasuke Učiha je u toku Četvrtog velikog šinobi rata probudio Rinegan (moć koja se dobija kada se pomješaju ćelije Učiha i Senđu klana), no on ih je dobio na sljedeći način: Dok je bio onesvješćen, Saske je pričao sa Mudracem 6 Puteva (Hagoromo Ocusuki) i on mu je kroz tu priču (Hagoromo) promjenio mišljenje o svijetu, te je Saske odlučio da se bori sa Narutom protiv ostalih.

## Beleške
1. ↑  U srpskoj sinhronizaciji anime serije ime ovog lika transkribovano je kao „Saske Učiha”, dok se u prevodu mange koristi „Sasuke Ućiha”.